# Reinado Internacional del Café 2011

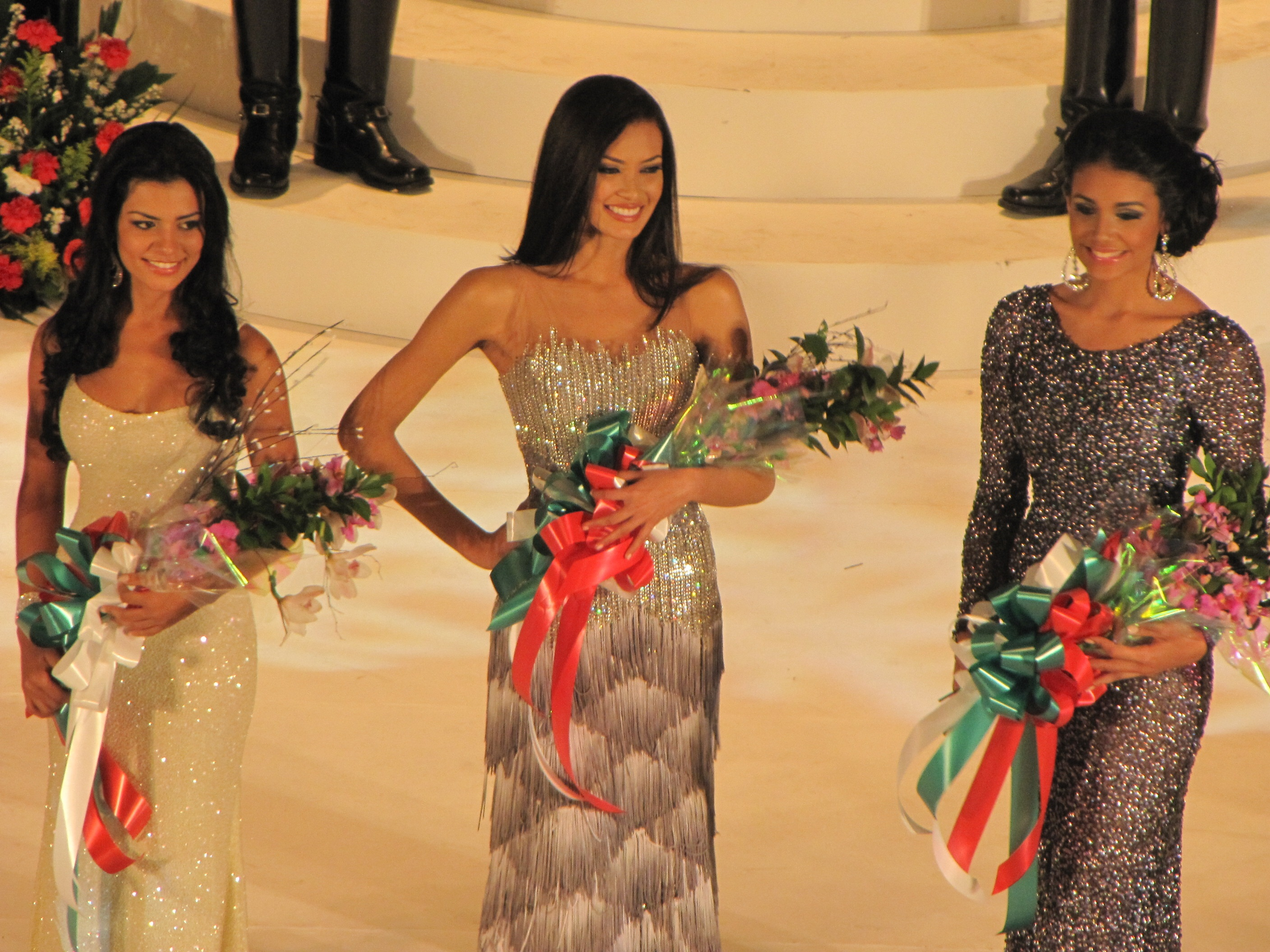
Las tres finalistas del Reinado Internacional del Café 2011. Colombia - Jenny Marcela Arias, Venezuela - Angela Ruiz, República Dominicana - Sofinel Báez.

Reinado Internacional del Café 2011, se llevó a cabo en Manizales, Colombia, el 9 de enero de 2011. Participaron 22 candidatas, terminando como ganadora, Sofinel Báez de República Dominicana.

## Resultados

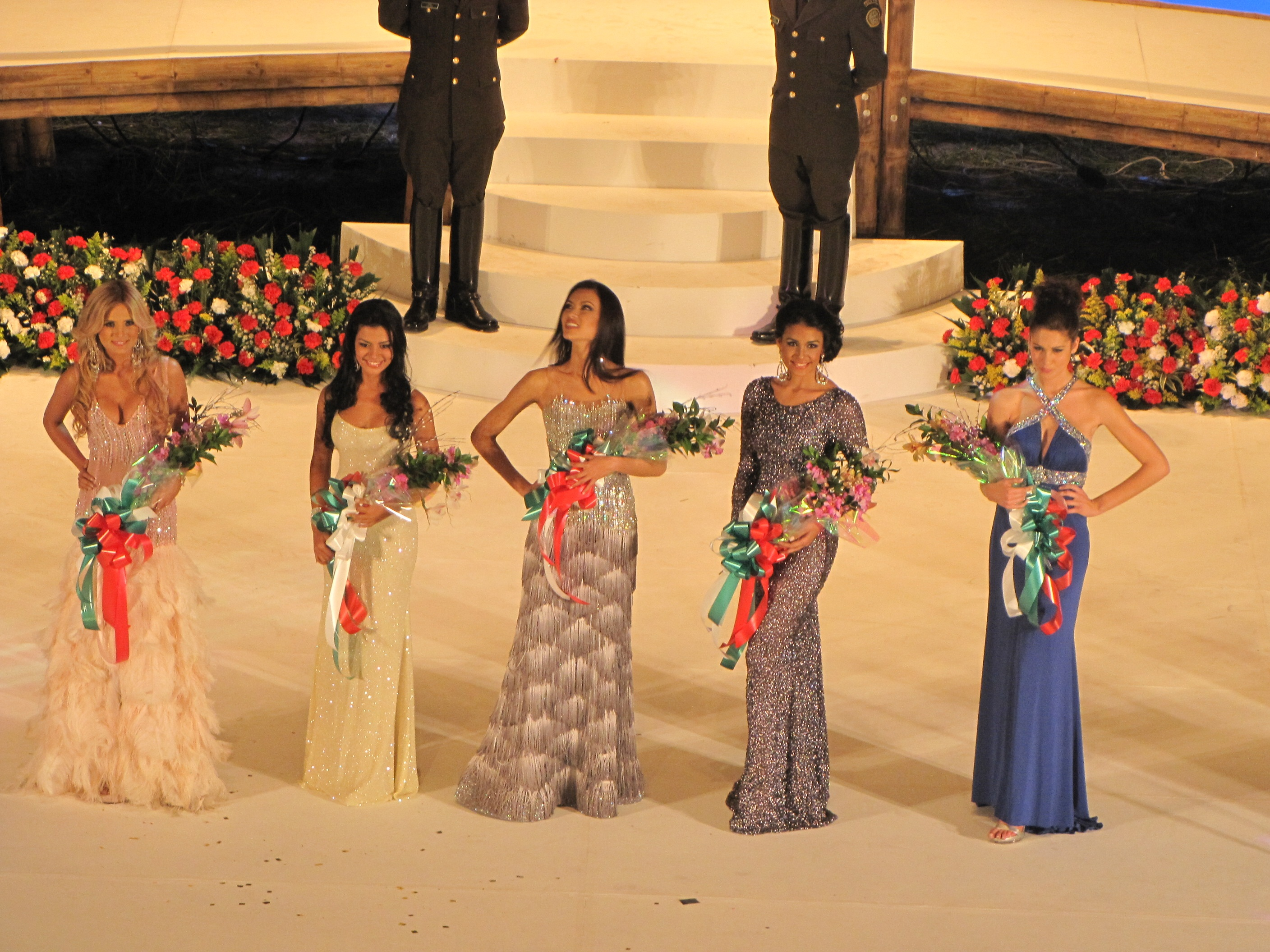
Las cinco finalistas del Reinado Internacional del Café 2011: De izquierda a derecha, Bolivia - María Teresa Roca, Colombia - Jenny Marcela Arias, Venezuela - Angela Ruiz, República Dominicana - Sofinel Báez, España - Ana Isabel Miranda.

### Resultados
| Resultado                            | Candidata                             |
| ------------------------------------ | ------------------------------------- |
| Reina Internacional del Café 2011    | - República Dominicana - Sofinel Báez |
| Virreina Internacional del Café 2011 | - Venezuela - Angela Ruiz             |
| 1.ª Princesa                         | - Colombia - Jenny Marcela Arias      |
| 2.ª Princesa                         | - España - Ana Isabel Miranda         |
| 3.ª Princesa                         | - Bolivia - María Teresa Roca         |

### Premios Especiales
- Reina del Agua: Costa Rica
- Finalistas: Chile, España
- Reina de la Policía: Estados Unidos
- Finalistas: Bolivia, Venezuela
- Mejor Rostro: Costa Rica
- Mejor Cabello: Costa Rica